# Gabriele Hegerl
Gabriele Clarissa Hegerl (née le 9 janvier 1962) est professeure de science du système climatique à l'Université d'Édimbourg. Avant 2007, elle occupe des postes de recherche à l'Université A&M du Texas et à la Nicholas School of the Environment l'Université Duke, période pendant laquelle elle est auteure principale coordinatrice pour les quatrième, cinquième et sixième rapports d'évaluation du groupes d'experts intergouvernemental sur l'évolution du climat (GIEC),.

## Éducation
Hegerl fait ses études à l'Université Louis-et-Maximilien de Munich où elle obtient un doctorat en 1991, pour lequel sa thèse utilise une solution numérique des équations de Navier-Stokes en utilisant des conditions aux limites.

## Recherche et carrière
Les recherches de Hegerl portent sur la variabilité naturelle du climat et les changements climatiques dus aux changements naturels et anthropiques du forçage radiatif (tels que le réchauffement par effet de serre, les effets climatiques des éruptions volcaniques et les changements du rayonnement solaire). Hegerl mène également des recherches sur l'attribution du changement climatique moderne aux émissions anthropiques de gaz à effet de serre.
Elle dirige une étude de 2006 examinant la sensibilité climatique, alors communément acceptée comme étant de 1,5 à 4,5K en réponse à un doublement du CO2 atmosphérique, pour passer en revue des études observationnelles suggérant que la sensibilité climatique pourrait atteindre 7,7K ou même dépasser 9K. En utilisant la modélisation du bilan énergétique à grand ensemble pour simuler les réponses de température aux changements historiques de l'effet de forçage radiatif des changements solaires, des éruptions volcaniques et des gaz à effet de serre, et en comparant cela aux reconstructions climatiques, ils produisent une estimation indépendante que la sensibilité du climat est probablement dans la plage de 1,5 à 6,2 K. 
Elle est l'auteure principale et coordinatrice du quatrième rapport d'évaluation du GIEC pour le groupe de travail I dans le chapitre intitulé "Comprendre et attribuer le changement climatique". Sa reconstruction de 2006 est citée dans le chapitre sur le "paléoclimat" à l'appui de la conclusion selon laquelle le XXe siècle aurait probablement été le plus chaud de l'hémisphère nord depuis au moins 1 300 ans.
Elle est membre d'une équipe qui examine les reconstructions récentes du record de température des 1000 dernières années et, en 2007, publie sa propre reconstruction à partir de proxys, constatant que la température préindustrielle maximale en 1000 ans a été largement dépassée par les températures instrumentales récentes.
En 2013, elle est élue Membre de la Royal Society of Edinburgh (FRSE) et en 2017, elle est élue Fellow de la Royal Society (FRS). En 2018, elle reçoit un doctorat honorifique en sciences de l'Université de Leeds. En 2016, elle remporte le prix Hans Sigrist "pour son travail scientifique révolutionnaire dans le domaine du prix de cette année," L'empreinte humaine sur le système terrestre "" . En 2018, elle devient membre de l'Académie allemande des sciences Leopoldina.